# Zdzisław Stieber
Zdzisław Stieber (ur. 7 czerwca 1903 w Szczakowej, zm. 12 października 1980 w Warszawie) – polski slawista i językoznawca, prof. dr hab., związany z takimi uczelniami jak: Uniwersytet Jagielloński, Uniwersytet Lwowski, Uniwersytet Łódzki i Uniwersytet Warszawski, członek korespondent Polskiej Akademii Umiejętności, członek rzeczywisty Polskiej Akademii Nauk, członek wielu krajowych i zagranicznych towarzystw naukowych, m.in. Bułgarskiej Akademii Nauk, Akademii Nauk Bośni i Hercegowiny, Société Linguistique de Paris, przewodniczący Polskiego Towarzystwa Językoznawczego, jego członek honorowy, honorowy przewodniczący Komitetu Słowianoznawstwa PAN, redaktor i członek komitetów redakcyjnych wielu czasopism i wydawnictw językoznawczych.

## Życiorys
Urodził się w Szczakowej, w dawnym powiecie chrzanowskim. Szkołę podstawową i średnią ukończył w Krakowie. Początkowo studiował chemię (1921–1925), jednak szybko, bo już 1926 r. zwrócił swą uwagę w kierunku komparatystycznej slawistyki na Uniwersytecie Jagiellońskim. Poza głównym mistrzem, którym był Kazimierz Nitsch, miał jako nauczycieli akademickich takich przedstawicieli krakowskiej szkoły językoznawczej, jak Jan Rozwadowski oraz w pewnym stopniu Jan Łoś (zmarły już w 1928 r.), jednak później najwięcej zawdzięczał Witoldowi Taszyckiemu. Jego zainteresowania skupiały się na dialektach obszarów przygranicznych, co doprowadziło go do badań dialektów wschodniej Słowacji, Łużyc i Łemkowszczyzny, a jego praca koncentrowała się na toponimach, ich etymologii, historii i geograficznym rozmieszczeniu, dzięki temu łączył swoje dwie pasje, którymi oprócz językoznawstwa była turystyka.
Pracę magisterską Nazwy miejscowe pasma Gorców w Beskidzie Zachodnim obronił w 1928 r., a po uzupełnieniach wydał ją w 1934 r. W 1929 r. uzyskał tytuł doktora filologii słowiańskiej i ogłosił obszerną rozprawę doktorską Ze studiów nad gwarami słowackimi południowego Spisza (1929), w której na podstawie osobiście zebranych (latem 1927 r. miesiąc spędził na Spiszu, a następnie wracał tam w 1928 i 1929 r.) z 80 punktów terenowych materiałów gwarowych i wcześniejszych opracowań dał wnikliwy opis i podział gwar wschodniosłowackich, ustalił ich genezę i stosunek do sąsiadujących języków słowiańskich. W latach 1930 i 1931 jako członek Komisji dla atlasu językowego województwa łódzkiego zebrał w 48 miejscowościach rozmieszczonych na całym obszarze dawnych województw łęczyckiego i sieradzkiego odpowiedzi na kwestionariusz, który składał się z ponad 500 pytań dotyczących fonetyki, morfologii i słownictwa. Rezultatem tych badań była monografia Izoglosy gwarowe na obszarze dawnych województw Łęczyckiego i Sieradzkiego (1933), która może uchodzić, za pierwszy polski atlas gwarowy z prawdziwego zdarzenia (materiały te wykorzystano później w Małym atlasie gwar polskich z 1957 r. i innych). W latach 1931/32 pół roku spędził na Łużycach zbierając wnikliwie materiał gwarowy dialektów łużyckich. Ze względu na ówczesna sytuację w Republice Weimarskiej tuż przed przejęciem pełni władzy przez hitlerowców, badania te mogły się odbyć tylko ze względu na pomoc i wstawiennictwo Maxa Vasmera.
W 1934 r. habilitował się w zakresie językoznawstwa słowiańskiego na podstawie pracy Stosunki pokrewieństwa języków łużyckich (1934). Stieber zgromadził wtedy obfite materiały gwarowe do monografii dwóch wsi: jednej górnołużyckiej (Radwor/Radibor) i jednej dolnołużyckiej (Sielow/Žylow) oraz w gęstej sieci punktów z całego terytorium łużyckiego, zwłaszcza zaś z obszaru pogranicznego między Łużycami Górnymi a Dolnymi, a także materiał historyczny zabytków łużyckich. W ciągu sześciu lat od uzyskania magisterium uzyskał dwa stopnie naukowe. W tym czasie zajmował stanowisko lektora na Uniwersytecie Jagiellońskim oraz kilka miesięcy spędził na studiach zagranicznych (na Łużycach), i uczył w szkole średniej.
W latach 1934–1935 prowadził badania Łemkowszczyzny na terenie późniejszych powojennych województw nowosądeckiego i krośnieńskiego (obecnie Podkarpackie) oraz Czechosłowacji. Na ich podstawie jeszcze przed wojną ogłosił kilka prac naukowych i przygotował obszerną monografię o dialekcie Łemków, która we wrześniu 1939 r. znalazła się w drukarni, jednak w czasie wojny uległa zniszczeniu (profesor Stieber odtworzył ją jednak i wydał tuż przed śmiercią), poza tym liczne materiały z tych badań dotyczące fonetyki, morfologii i słownictwa opublikował po wojnie w ośmiu zeszytach Atlasu językowego dawnej Łemkowszczyzny (1956–1964), zawierających 416 map, a stanowiących cenny zabytek przeszłości językowej tego dialektu wschodniosłowiańskiego oraz wzajemnych oddziaływań na niego dwóch języków zachodniosłowiańskich: polskiego i słowackiego. W 1935 r. został asystentem na Uniwersytecie Jagiellońskim, gdzie prowadził zajęcia z języka słowackiego. W tym samym roku dostał zaproszenie do objęcia Katedry Filologii Słowiańskiej na Uniwersytecie Jana Kazimierza we Lwowie, a nominację na profesora nadzwyczajnego ostatecznie otrzymał we wrześniu 1937 r. W roku 1935 zwrócił się do Komisji Badań Ziem Wschodnich przy Prezydium Rady Ministrów o subwencję na zbieranie materiałów do atlasu językowego Bojkowszczyzny, którego opracowania podjął się asystent wspomnianej Katedry, Stefan Hrabec. Podczas drugiej wojny światowej zapiski z prowadzonych wspólnie z Hrabcem badań terenowych zaginęły, jednak udało ogłosić się mu kilka artykułów, jak Gwary ruskie na zachód od Oporu (1938) oraz (wspólnie z Hrabcem) Przyczynki do słownictwa gwar ukraińskich w Karpatach (1956). Uratowane przez Stiebera i przewiezione po wojnie do Łodzi materiały bojkowskie zebrane przez Hrabca, stały się później podstawą publikowanego pod kierunkiem Janusza Riegera Atlasu gwar bojkowskich. W tym też czasie powstała praca Z pogranicza językowego polsko-białoruskiego (1938), na podstawie zebranych osobiście materiałów w czasie trzytygodniowego pobytu we wsi Studzieniczna i w okolicy, oraz publikacja Sposoby powstawania słowiańskich gwar przejściowych (1938) i Geneza gwar laskich (1934).
W czasie wojny Zdzisław Stieber w latach 1939–1941 i 1944–1945 był profesorem przy Katedrze Języka Polskiego na ukraińskim uniwersytecie im. Iwana Franki we Lwowie, a w czasie okupacji niemieckiej prowadził we Lwowie w latach 1941–1944 tajne nauczanie uniwersyteckie.
Po wojnie osobiście prowadził badania nad gwarami słowackimi, łużyckimi, ukraińskimi oraz gwarami centralnej Polski i innych (w zasadzie, z gwar i dialektów sąsiadujących z polskim obszarem językowym, nie zajmował się jedynie gwarami czeskimi). W 1945 r. został profesorem zwyczajnym i członkiem korespondentem PAU. W tym samym roku przystąpił do organizowania katedry języka polskiego i środowiska językoznawczego w nowopowstającym Uniwersytecie Łódzkim. Współtworzył bibliotekę polonistyczną na Uniwersytecie i organizował sekcję językoznawczą w Łódzkim Towarzystwie Naukowym. W latach 1948–1949 wydał dwutomowe dzieło Toponomastyka Łemkowszczyzny dotyczące nazw miejscowych i terenowych na obszarze dialektu łemkowskiego.
Pracując na Uniwersytecie Łódzkim Stieber zaczął coraz bardziej zajmować się zagadnieniami polonistycznymi, których ukoronowaniem był Rozwój fonologiczny języka polskiego z 1952 roku, po korekcie wznowiony jako Historyczna i współczesna fonologia języka polskiego (1966), a następnie wydany po angielsku jako A Historical Phonology of the Polish Language (1973).
W 1952 r. przeniósł się do Warszawy i objął katedrę filologii słowiańskiej Uniwersytetu Warszawskiego. Kierując tą katedrą w latach 1953–1966 rozszerzył jej specjalizację, wcześniej bohemistyczną, o bułgarystykę i serbochorwatystykę i prowadził seminaria obejmujące prawie wszystkie języki słowiańskie, ze szczególnym uwzględnieniem czeskiego, słowackiego i języków łużyckich. Prowadził też gramatykę porównawczą języków słowiańskich. W tym czasie brał udział w organizowaniu warszawskich placówek Polskiej Akademii Nauk- Zakładów Językoznawstwa i Słowianoznawstwa. W 1954 r. stworzył pracownię kaszubską i bohemistyczną, którymi następnie kierował przez wiele lat. W tym samym roku został najpierw członkiem korespondentem Polskiej Akademii Nauk, a w 1961 r. otrzymał godność członka rzeczywistego oraz objął kierownictwo Zakładu Słowianoznawstwa PAN (gdzie tworzył Bibliotekę Zakładu Słowianoznawstwa PAN), pozostając na tym stanowisku aż do przejścia na emeryturę. W tym okresie wydał Zarys dialektologii języków zachodniosłowiańskich (1956) oraz wspólnie z Tadeuszem Lehrem-Spławińskim Gramatykę historyczną języka czeskiego (1957).

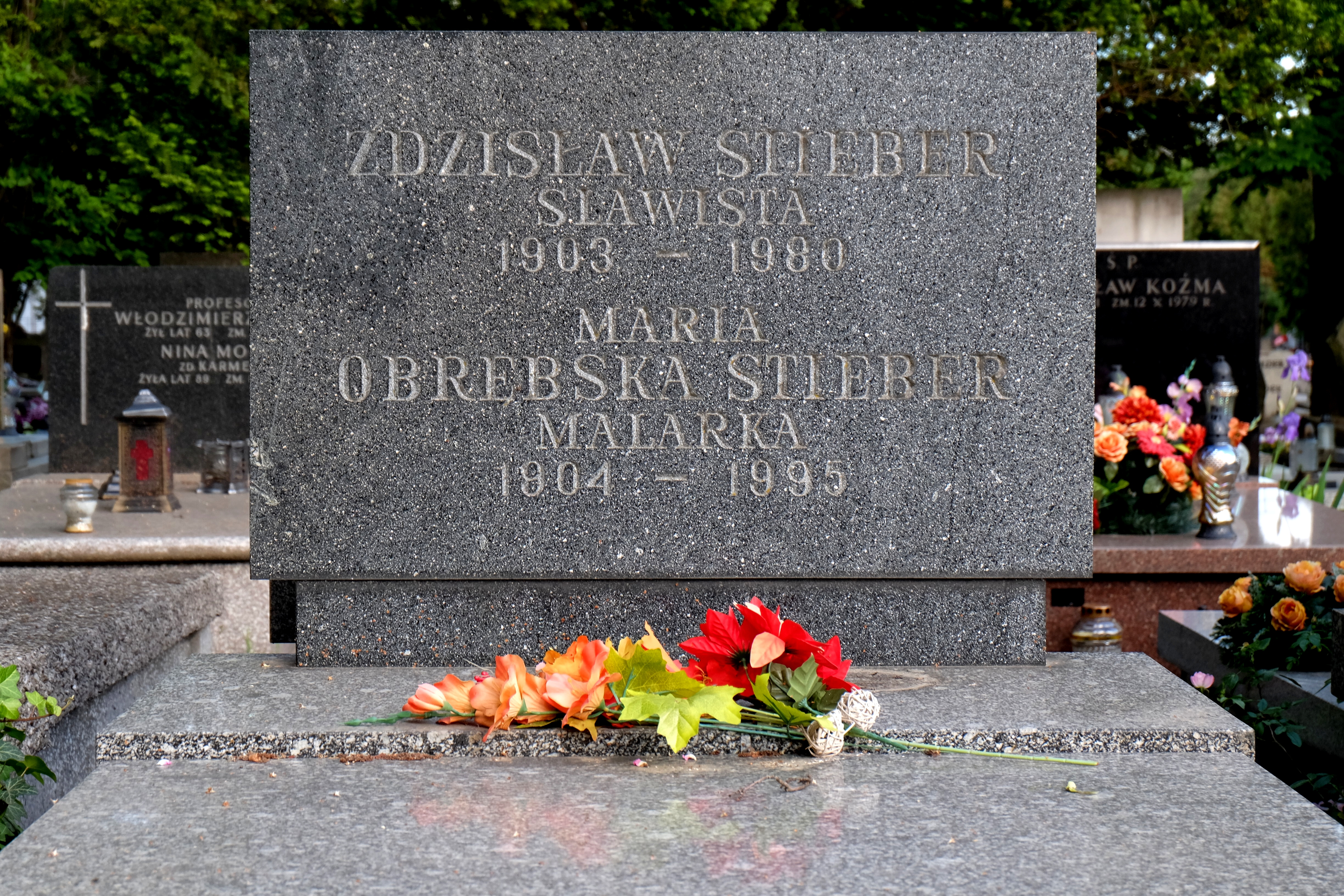
Grób Zdzisława Stiebera i jego żony Marii Obrębskiej-Stieber na cmentarzu Wojskowym na Powązkach w Warszawie

Brał czynny udział w polskim życiu naukowym: w Komitecie Językoznawstwa i Komitecie Słowianoznawstwa PAN, w Polskim Towarzystwie Językoznawczym m.in. dla Małego atlasu gwar polskich opracował szczegółowy plan badań oraz ułożył kwestionariusz, i w międzynarodowym (m.in. jako współinicjator atlasu ogólnosłowiańskiego). Zorganizował pracę zespołową nad atlasem dialektów kaszubskich, czego wynikiem był Atlas językowy kaszubszczyzny i dialektów sąsiednich, t. 1 –15, wydany w latach 1964–1978 oraz opracował Kaszubskie dialekty w Słowniku starożytności słowiańskich. Encyklopedyczny zarys kultury Słowian, t. 2., wydanym w 1965 roku.
W 1966 roku odszedł z Uniwersytetu Warszawskiego, po tym też roku wychodzi praca Zarys gramatyki porównawczej języków słowiańskich, wydawana w zeszytach przez wiele lat. W 1973 roku odszedł na emeryturę utrzymując jednak kontakt z Instytutem Słowianoznawstwa PAN i zaczął interesować się rozwojem języka rosyjskiego. Z tego okresu pochodzą: Uwagi o zjawiskach wokalizmu w gramotach książąt rosyjskich z XIV do XVI wieku (1977). 
Jego żoną była artystka Maria Obrębska-Stieber.
Zmarł w Warszawie, pochowany na cmentarzu Wojskowym na Powązkach (kwatera B39-1-3.

## Ordery i odznaczenia
- Order Sztandaru Pracy I klasy
- Krzyż Komandorskim Orderu Odrodzenia Polski
- Krzyż Oficerski Orderu Odrodzenia Polski
- Medal 10-lecia Polski Ludowej (19 stycznia 1955)[4]
- Medal Stolema (1975)[5]
- Order Cyryla i Metodego I klasy (Bułgaria)
- Złoty Medal Czechosłowackiej Akademii Nauk (Czechosłowacja)